# Knack (jeu vidéo)
Pour les articles homonymes, voir Knack.
 (avril 2020).
Si vous disposez d'ouvrages ou d'articles de référence ou si vous connaissez des sites web de qualité traitant du thème abordé ici, merci de compléter l'article en donnant les références utiles à sa vérifiabilité et en les liant à la section « Notes et références ».
Knack, connu au Japon sous le nom de Knack Adventure en Chine, est un jeu vidéo de plates-formes développé par SCE Japan Studio et édité par Sony Computer Entertainment sur PlayStation 4. Le jeu sort le 15 novembre 2013 en Amérique du Nord, le 29 novembre 2013 en Europe, et le 22 février 2014 au Japon.
Une suite intitulée Knack 2 est sortie en 2017.

## Synopsis
Dans ce jeu d'action-plateforme, le joueur incarne Knack Baby, une ancienne relique à laquelle un scientifique a donné vie. En ramassant d'autres reliques, Knack parviendra à maitriser d'autres éléments tels que le feu, le métal pour mettre en déroute une armée de gobelins qui menace le monde.

## Développement
Le jeu est dévoilé par Mark Cerny le 20 février 2013 lors du PlayStation Meeting 2013.